# Minneapolis
Minneapolis (em português Mineápolis) é a cidade mais populosa do estado norte-americano do Minnesota, no condado de Hennepin, do qual é sede. Foi fundada em 1847 e incorporada em 1855.
Com quase 430 mil habitantes, de acordo com o censo nacional de 2020, é a 46ª cidade mais populosa do país. Pouco mais de 7,5% da população total do Minnesota vive em Minneapolis.

## Geografia
De acordo com o Departamento do Censo dos Estados Unidos, a cidade tem uma área de 148,9 km², dos quais 139,8 km² estão cobertos por terra e 9,1 km² (6,1%) por água. Localiza-se no leste do estado, às margens do Rio Mississippi. A cidade possui 24 lagos, e foi a abundância de água que fez sugerir aos fundadores o nome da cidade. A palavra Minneapolis deriva da palavra mine, que significa água na língua dakota, e polis, cidade em grego. A cidade é conhecida também pelo apelido de "Cidade dos Lagos".
A região metropolitana compreendida com sua cidade é a mais fria dos Estados Unidos, portanto Minneapolis é conhecida por seu rigoroso clima no inverno, com neve e temperaturas negativas de outubro/novembro a abril, e verões quentes.

## Demografia
É um dos dois centros de uma região metropolitana que possui 3 690 261 habitantes, a outra sendo St. Paul, capital de Minnesota. Juntas, são conhecidas como Twin cities (cidades gêmeas). Desde 1900, o crescimento populacional médio, a cada dez anos, é de 7,7%.

### Censo 2020
De acordo com o censo nacional de 2020, a sua população é de 429 954 habitantes e sua densidade populacional é de 3 074,2 hab/km². Seu crescimento populacional na última década foi de 12,4%, acima do crescimento estadual de 7,6%. É a cidade mais populosa do estado e a 46ª mais populosa do país.
Possui 199 143 residências que resulta em uma densidade de 1 423,9 residências/km² e um aumento de 11,7% em relação ao censo anterior. Deste total, 5,8% das unidades habitacionais estão desocupadas. A média de ocupação é de 2,3 pessoas por residência.

### Censo 2010
Segundo o censo nacional de 2010, a sua população era de 382 578 habitantes e sua densidade populacional de 2 569,5 hab/km². Possuía 178 287 residências, que resultava em uma densidade de 1 275,5 residências/km².

## Mídia
Cinco periódicos são publicados em Minneapolis: Star Tribune, Finance and Commerce, Minnesota Spokesman-Recorder, The University's the Minnesota e MinnPost.com.

## Esportes

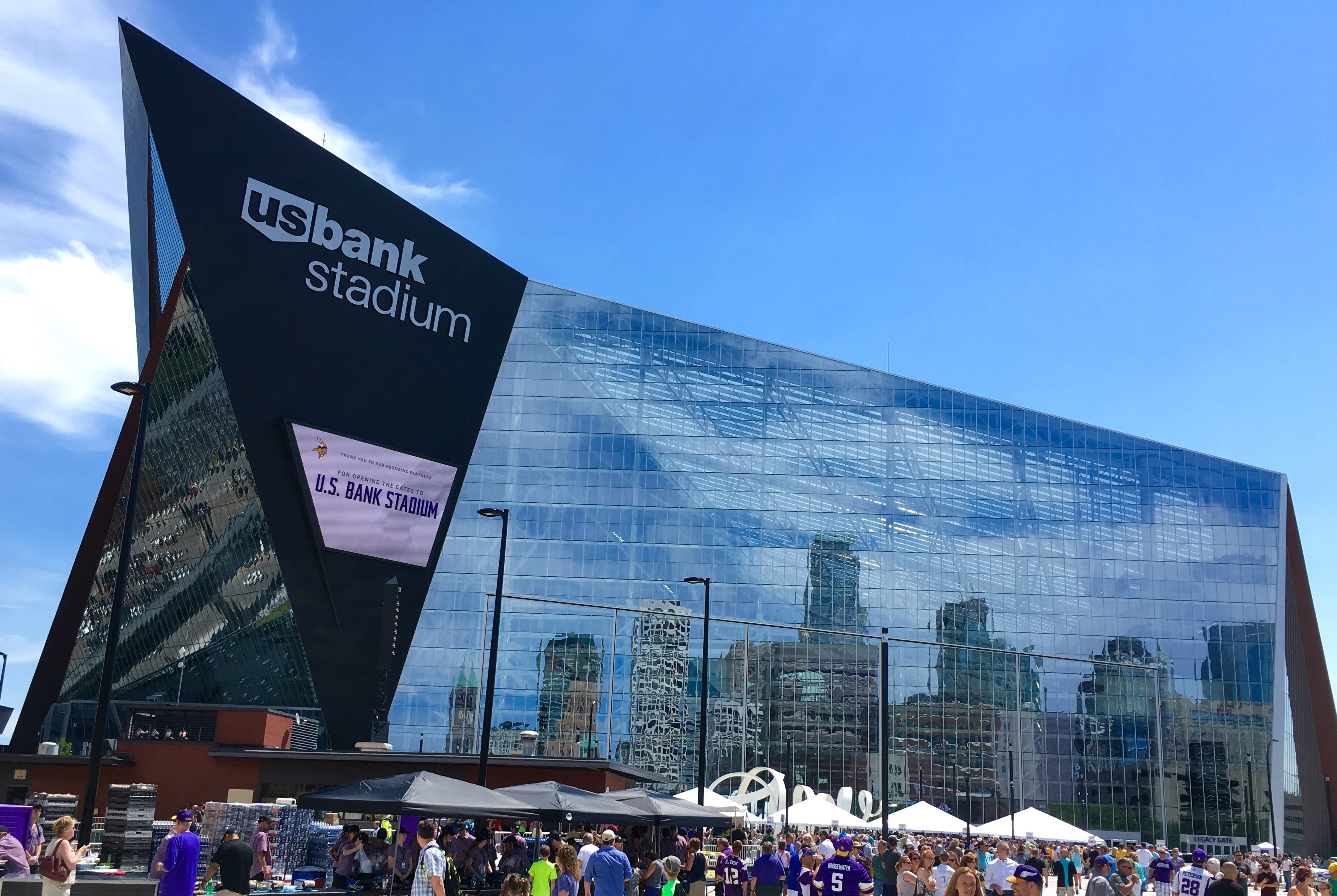
U.S. Bank Stadium, casa do Minnesota Vikings.

A cidade é a casa do time de futebol americano Minnesota Vikings que manda seus jogos no U.S. Bank Stadium, do time de beisebol Minnesota Twins que manda seus jogos no Target Field, do time de basquetebol Minnesota Timberwolves e do time de basquetebol feminino Minnesota Lynx, ambos os times mandam seus jogos no Target Center.

## Filhos ilustres
Prince, a atriz Marjean Holden, o WWE superstar Brock Lesnar, os atores Vince Vaughn e Richard Dean Anderson.

## Caso George Floyd
Em 25 de maio de 2020, um homem negro chamado George Floyd morreu em Minneapolis asfixiado por um policial branco. A notícia gerou uma grande repercussão no mundo inteiro e gerou protestos em todo o mundo, principalmente na cidade.

## Marcos históricos
O Registro Nacional de Lugares Históricos lista 145 marcos históricos em Minneapolis. O primeiro marco foi designado em 13 de novembro de 1966 e o mais recente em 19 de maio de 2021, a Calvary Baptist Church.